# Pararhizophagus grouvellei
Pararhizophagus grouvellei is een keversoort uit de familie kerkhofkevers (Monotomidae). De wetenschappelijke naam van de soort werd in 1913 gepubliceerd door Méquignon.